# نادي هبوعيل الخضيرة
نادي هبوعيل الخضيرة هو نادي كرة قدم إسرائيلي يلعب في الدوري الإسرائيلي الممتاز،تأسس النادي الأصلي قي عقد 1930.